# Горькое (озеро, Хакасия)
Го́рькое (или Первома́йское) — бессточное горько-солёное озеро на северо-востоке Хакасии, западнее Красноярского водохранилища, в юго-восточной части Чулымо-Енисейской котловины.
Расположено в Боградском районе на территории Первомайского сельсовета, в 2,5 км восточнее села Первомайского.
Площадь зеркала — 2,8 км², наибольшая глубина — 2,5 м. Абсолютная отметка уреза воды — 277 м. Берега открытые и заболоченные, являются местом гнездования многих птиц. Ранее озеро использовалось в лечебных целях. В настоящее время загрязнено.